# Anas Modamani
Anas Modamani (arabisch أنس معضماني, DMG Anas Muʿḍamānī) ist ein Deutscher und Syrer, der 2015 als Flüchtling nach Deutschland gekommen war und später in Deutschland eingebürgert wurde. In einem Berliner Flüchtlingsheim nahm er mit Bundeskanzlerin Angela Merkel ein Selfie auf. Das Bild wurde weltweit verbreitet und ging vielfach durch die sozialen Medien. Merkel veröffentlichte es in ihrer 2024 erschienenen Autobiografie.

## Leben
Anas Modamani wuchs in Darayya bei Damaskus mit zwei älteren Schwestern und einem jüngeren Bruder auf. Sein Vater arbeitete als Elektriker, seine Mutter, eine Krankenschwester, betreute den behinderten Bruder. Anas Modamani floh am 9. August 2015 als 17-Jähriger, weil er von der syrischen Armee eine Einberufung zum Militärdienst erhalten hatte. In Syrien herrschte seit 2011 ein blutiger Krieg, in dem das seit Jahrzehnten diktatorisch herrschende Assad-Regime gegen diverse  Milizen und Bürgerwehren in Syrien und auch gegen Frauen und Kinder brutal vorging, einige Male sogar mit Giftgas. Er hatte das Abitur an einer katholischen Privatschule abgelegt und machte sich mit umgerechnet 3000 Euro, den Ersparnissen seiner Eltern, auf den Weg. Er flog nach Beirut, von dort aus in die Türkei und zahlte Schleuser, um mit einem Boot nach Griechenland zu gelangen. Er folgte dem damaligen Flüchtlingsstrom über die Balkanroute nach Deutschland.
Er kam über München nach Berlin in ein Flüchtlingsheim in Berlin-Spandau. Bundeskanzlerin Angela Merkel besuchte die Einrichtung am 10. September 2015. Er wusste damals nicht, wer sie war. Wegen der außergewöhnlichen Sauberkeit in der Unterkunft und der anwesenden Journalisten mutmaßten die Flüchtlinge laut Modamani, sie könnte ein Filmstar sein.
Modamani machte ein Selfie mit ihr. Dieses Selfie und die von Agenturfotografen festgehaltene Szene des Selfie-Fotos gingen durch viele Medien und wurden weltweit verbreitet.
Modamani bildete sich im Bereich Videojournalismus weiter, besuchte die  Berliner Journalisten-Schule und schloss 2023 sein Studium in Wirtschaftskommunikation an der HTW Berlin ab. Das Studium hatte er mit BAföG und Arbeit in einem Supermarkt finanziert.
Bei der Deutschen Welle in Berlin wurde er Video-Producer und Fotograf.
Ende 2024, als das Assad-Regime gestürzt wurde, arbeitete er als freier Journalist. Zur Frage, ob eine baldige Heimkehr von Geflüchteten nach Syrien sinnvoll sei, sagte er, das solle jeder selbst entscheiden. Zu seiner persönlichen Situation erklärte er: „Ich werde jetzt Syrien besuchen, öfter besuchen sogar […]. Ich habe meine Mutter vermisst.“
2025 reiste er – zehn Jahre nach seiner Flucht – zum ersten Mal nach Syrien; seine deutsche Staatsangehörigkeit ermöglichte ihm sowohl die Einreise als auch die Rückkehr nach Berlin.

## Klage gegen Facebook
Im März 2016 verübten Islamisten in Brüssel zwei Terroranschläge. 32 Menschen starben, außerdem drei der Attentäter. Unmittelbar danach tauchte Anas Modamanis Selfie mit der Kanzlerin auf rechtsgerichteten Webseiten auf. Dort wurde behauptet, „Merkels Flüchtling“ sei der Attentäter von Brüssel. Das Bild wurde auch nach dem Anschlag am Berliner Breitscheidplatz 2016 missbraucht, um Gerüchte über eine angebliche Beteiligung Modamanis zu streuen. Modamani ging schließlich mit Unterstützung des Rechtsanwalts Chan-jo Jun gerichtlich gegen Facebook vor, um eine Löschung der Bilder zu veranlassen, unterlag jedoch dabei. Der Fall wurde in dem Kurzfilm Anas v. The Giant verarbeitet, der 2019 erstmals gezeigt und 2020 online veröffentlicht wurde.